# ماگدالنا ریباریکووا
 ماگدالنا ریباریکووا (اسلواکی: Magdaléna Rybáriková؛ زادهٔ ۴ اکتبر ۱۹۸۸) یک تنیس‌باز اهل اسلواکی است. 